# Умбра американська
Умбра американська (Umbra limi) — риба родини умбрових підряду щукоподібних. Зустрічається в Північній Америці в басейні Великих озер, Гудзонової затоки, Міссісіпі та Гудзону. Ізольовані популяції зафіксовані в басейні річки Міссурі в Південній Дакоті та Айова. Прісноводна демерсальна риба, до 14 см довжиною.